# Ressons-le-Long
Ressons-le-Long é uma comuna francesa na região administrativa de Altos da França, no departamento de Aisne. Estende-se por uma área de 10,55 km². Em 2010 a comuna tinha 781 habitantes (densidade: 74 hab./km²).